# Seznam dílů seriálu Roswell
Toto je seznam dílů seriálu Roswell. Americký dramatický seriál Roswell byl premiérově vysílán v letech 1999–2002. První dvě řady byly vysílány na americké stanici The WB, závěrečná série byla uvedena na stanici UPN.

## Přehled řad
| Řada | Díly | Premiéra v USA | Premiéra v USA  | Premiéra v ČR     | Premiéra v ČR     | Stanice v USA |
| Řada | Díly | První díl      | Poslední díl    | První díl         | Poslední díl      | Stanice v USA |
| ---- | ---- | -------------- | --------------- | ----------------- | ----------------- | ------------- |
| 1    | 22   | 6. října 1999  | 15. května 2000 | 20. září 2001     | 22. října 2001    | The WB        |
| 2    | 21   | 2. října 2000  | 21. května 2001 | 21. července 2003 | 18. srpna 2003    | The WB        |
| 3    | 18   | 9. října 2001  | 14. května 2002 | 7. října 2004     | 2. listopadu 2004 | UPN           |

## Seznam dílů

### První řada (1999–2000)
| Č. v seriálu | Č. v řadě | Původní název            | Český název       | Režie               | Scénář                                                        | Premiéra v USA (The WB) | Premiéra v ČR  |
| ------------ | --------- | ------------------------ | ----------------- | ------------------- | ------------------------------------------------------------- | ----------------------- | -------------- |
| 1            | 1         | Pilot                    | Pilotní díl       | David Nutter        | Jason Katims                                                  | 6. října 1999           | 20. září 2001  |
| 2            | 2         | The Morning After        | Den poté          | David Nutter        | Jason Katims                                                  | 13. října 1999          | 21. září 2001  |
| 3            | 3         | Monsters                 | Příšery           | David Semel         | Jason Katims a Thania St. John                                | 20. října 1999          | 24. září 2001  |
| 4            | 4         | Leaving Normal           | Nic normálního    | Chris Long          | Jason Katims                                                  | 27. října 1999          | 25. září 2001  |
| 5            | 5         | Missing                  | Ztracený deník    | David Semel         | Jon Harmon Feldman                                            | 3. listopadu 1999       | 26. září 2001  |
| 6            | 6         | 285 South                | Na jih            | Arvin Brown         | William Sind a Thania St. John                                | 10. listopadu 1999      | 27. září 2001  |
| 7            | 7         | River Dog                | Říční pes         | Jonathan Frakes     | Cheryl Cain                                                   | 17. listopadu 1999      | 1. října 2001  |
| 8            | 8         | Blood Brother            | Pokrevní bratr    | David Nutter        | Breen Frazier a Barry Pullman                                 | 24. listopadu 1999      | 2. října 2001  |
| 9            | 9         | Heat Wave                | Vlna veder        | Patrick Norris      | Jason Katims                                                  | 1. prosince 1999        | 3. října 2001  |
| 10           | 10        | The Balance              | Rovnováha         | John Behring        | Thania St. John                                               | 15. prosince 1999       | 4. října 2001  |
| 11           | 11        | Toy House                | Domeček na hraní  | Michael Fields      | Jon Harman Feldman a Jason Katims                             | 19. ledna 2000          | 5. října 2001  |
| 12           | 12        | Into the Woods           | Do lesů           | Nick Marck          | Thania St. John                                               | 26. ledna 2000          | 8. října 2001  |
| 13           | 13        | The Convention           | Konference        | Tucker Gates        | Jason Katims a Emily Whitesell                                | 2. února 2000           | 9. října 2001  |
| 14           | 14        | Blind Date               | Schůzka naslepo   | Keith Samples       | Thania St. John                                               | 9. února 2000           | 10. října 2001 |
| 15           | 15        | Independence Day         | Den nezávislosti  | Paul Shapiro        | Toni Graphia                                                  | 16. února 2000          | 11. října 2001 |
| 16           | 16        | Sexual Healing           | Léčba sexem       | David Semel         | Jan Oxenberg                                                  | 1. března 2000          | 12. října 2001 |
| 17           | 17        | Crazy                    | Šílená            | James Whitmore, Jr. | Thania St. John                                               | 10. dubna 2000          | 15. října 2001 |
| 18           | 18        | Tess, Lies and Videotape | Tess, lži a video | Paul Shapiro        | Toni Graphia a Richard Whitley                                | 17. dubna 2000          | 16. října 2001 |
| 19           | 19        | Four Square              | Čtyři čtverce     | Jonathan Frakes     | Thania St. John                                               | 24. dubna 2000          | 17. října 2001 |
| 20           | 20        | Max to the Max           | Dva Maxové        | Patrick Norris      | Toni Graphia                                                  | 1. května 2000          | 18. října 2001 |
| 21           | 21        | The White Room           | Bílý pokoj        | Jonathan Frakes     | Jason Katims a Thania St. John                                | 8. května 2000          | 19. října 2001 |
| 22           | 22        | Destiny                  | Osud              | Patrick Norris      | námět: Thania St. John scénář: Jason Katims a Thania St. John | 15. května 2000         | 22. října 2001 |

### Druhá řada (2000–2001)
| Č. v seriálu | Č. v řadě | Původní název                  | Český název         | Režie                 | Scénář                                                                                         | Premiéra v USA (The WB) | Premiéra v ČR     |
| ------------ | --------- | ------------------------------ | ------------------- | --------------------- | ---------------------------------------------------------------------------------------------- | ----------------------- | ----------------- |
| 23           | 1         | Skin and Bones                 | Kosti a kůže        | James A. Contner      | Jason Katims                                                                                   | 2. října 2000           | 21. července 2003 |
| 24           | 2         | Ask Not                        | Žádné otázky        | Bruce Seth Green      | Ronald D. Moore                                                                                | 9. října 2000           | 22. července 2003 |
| 25           | 3         | Surprise                       | Překvapení          | Frederick King Keller | Toni Graphia                                                                                   | 16. října 2000          | 23. července 2003 |
| 26           | 4         | Summer of '47                  | Léto roku 47        | Patrick Norris        | Gretchen J. Berg a Aaron Harberts                                                              | 23. října 2000          | 24. července 2003 |
| 27           | 5         | The End of the World           | Konec světa         | Bill L. Norton        | Jason Katims                                                                                   | 30. října 2000          | 25. července 2003 |
| 28           | 6         | Harvest                        | Sklizeň             | Paul Shapiro          | Fred Golan                                                                                     | 6. listopadu 2000       | 28. července 2003 |
| 29           | 7         | Wipeout!                       | Zúčtování           | Michael Lange         | Gretchen J. Berg a Aaron Harberts                                                              | 13. listopadu 2000      | 29. července 2003 |
| 30           | 8         | Meet the Dupes                 | Dvojníci            | James A. Contner      | Toni Graphia                                                                                   | 20. listopadu 2000      | 30. července 2003 |
| 31           | 9         | Max in the City                | Max ve městě        | Patrick Norris        | Ronald D. Moore                                                                                | 27. listopadu 2000      | 31. července 2003 |
| 32           | 10        | A Roswell Christmas Carol      | Vánoční koleda      | Patrick Norris        | Jason Katims                                                                                   | 18. prosince 2000       | 1. srpna 2003     |
| 33           | 11        | To Serve and Protect           | Sloužit a chránit   | Jefery Levy           | Breen Frazier                                                                                  | 22. ledna 2001          | 4. srpna 2003     |
| 34           | 12        | We Are Family                  | Rodina              | David Grossman        | Gretchen J. Berg a Aaron Harberts                                                              | 29. ledna 2001          | 5. srpna 2003     |
| 35           | 13        | Disturbing Behavior            | Podezřelé chování   | James Whitmore, Jr.   | Ronald D. Moore                                                                                | 5. února 2001           | 6. srpna 2003     |
| 36           | 14        | How the Other Half Lives       | Jak žijí ti druzí   | Paul Shapiro          | námět: Gretchen J. Berg, Aaron Harberts a Breen Frazier scénář: Jason Katims a Ronald D. Moore | 19. února 2001          | 7. srpna 2003     |
| 37           | 15        | Viva Las Vegas                 | Ať žije Las Vegas   | Bruce Seth Green      | Gretchen J. Berg a Aaron Harberts                                                              | 26. února 2001          | 8. srpna 2003     |
| 38           | 16        | Heart of Mine                  | Maturitní ples      | Lawrence Trilling     | Jason Katims                                                                                   | 16. dubna 2001          | 11. srpna 2003    |
| 39           | 17        | Cry Your Name                  | Vyplakat tvé jméno  | Allan Kroeker         | Ronald D. Moore                                                                                | 23. dubna 2001          | 12. srpna 2003    |
| 40           | 18        | It's Too Late and It's Too Bad | Na všechno je pozdě | Patrick Norris        | Gretchen J. Berg a Aaron Harberts                                                              | 30. dubna 2001          | 13. srpna 2003    |
| 41           | 19        | Baby, It's You                 | Dítě                | Rodney Charters       | Lisa Klink                                                                                     | 7. května 2001          | 14. srpna 2003    |
| 42           | 20        | Off the Menu                   | Rukojmí             | Patrick Norris        | Russel Friend a Garrett Lerner                                                                 | 14. května 2001         | 15. srpna 2003    |
| 43           | 21        | The Departure                  | Loučení             | Patrick Norris        | Jason Katims                                                                                   | 21. května 2001         | 18. srpna 2003    |

### Třetí řada (2001–2002)
| Č. v seriálu | Č. v řadě | Původní název                                 | Český název                              | Režie                 | Scénář                            | Premiéra v USA (UPN) | Premiéra v ČR     |
| ------------ | --------- | --------------------------------------------- | ---------------------------------------- | --------------------- | --------------------------------- | -------------------- | ----------------- |
| 44           | 1         | Busted                                        | Přepadení                                | Allan Kroeker         | Jason Katims                      | 9. října 2001        | 7. října 2004     |
| 45           | 2         | Michael, the Guys and the Great Snapple Caper | Michael, kamarádi a velká džusová loupež | Paul Shapiro          | Ronald D. Moore                   | 16. října 2001       | 8. října 2004     |
| 46           | 3         | Significant Others                            | Křehké vztahy                            | Patrick Norris        | David Simkins                     | 23. října 2001       | 11. října 2004    |
| 47           | 4         | Secrets and Lies                              | Tajnosti a lži                           | Jonathan Frakes       | Russel Friend a Garrett Lerner    | 30. října 2001       | 12. října 2004    |
| 48           | 5         | Control                                       | Ochránce                                 | Bill L. Norton        | Gretchen J. Berg a Aaron Harberts | 6. listopadu 2001    | 13. října 2004    |
| 49           | 6         | To Have and to Hold                           | Svatba                                   | Frederick King Keller | Ronald D. Moore                   | 13. listopadu 2001   | 14. října 2004    |
| 50           | 7         | Interruptus                                   | Líbánky                                  | Bruce Seth Green      | David Simkins                     | 20. listopadu 2001   | 15. října 2004    |
| 51           | 8         | Behind the Music                              | Za zvuku hudby                           | Jonathan Frakes       | Russel Friend a Garrett Lerner    | 27. listopadu 2001   | 18. října 2004    |
| 52           | 9         | Samuel Rising                                 | Marná naděje                             | Patrick Norris        | Jason Katims                      | 18. prosince 2001    | 19. října 2004    |
| 53           | 10        | A Tale of Two Parties                         | Silvestrovský večírek                    | Allan Kroeker         | Laura Burns a Melinda Metz        | 1. ledna 2002        | 20. října 2004    |
| 54           | 11        | I Married an Alien                            | Mám ženu mimozemšťanku                   | Patrick Norris        | Ronald D. Moore                   | 29. ledna 2002       | 21. října 2004    |
| 55           | 12        | Ch-Ch-Changes                                 | Proměna                                  | Paul Shapiro          | Gretchen J. Berg a Aaron Harberts | 5. února 2002        | 22. října 2004    |
| 56           | 13        | Panacea                                       | Všelék                                   | Rodney Charters       | Russel Friend a Garrett Lerner    | 12. února 2002       | 25. října 2004    |
| 57           | 14        | Chant Down Babylon                            | Znovuzrození                             | Lawrence Trilling     | Ronald D. Moore                   | 26. února 2002       | 26. října 2004    |
| 58           | 15        | Who Died and Made You King?                   | Nový král                                | Peter B. Ellis        | Gretchen J. Berg a Aaron Harberts | 23. dubna 2002       | 27. října 2004    |
| 59           | 16        | Crash                                         | Havárie                                  | Patrick Norris        | David Simkins                     | 30. dubna 2002       | 29. října 2004    |
| 60           | 17        | Four Aliens and a Baby                        | Čtyři mimozemšťané a nemluvně            | William Sadler        | Russel Friend a Garrett Lerner    | 7. května 2002       | 1. listopadu 2004 |
| 61           | 18        | Graduation                                    | Maturita                                 | Allison Liddi-Brown   | Jason Katims a Ronald D. Moore    | 14. května 2002      | 2. listopadu 2004 |